# Club General Díaz
El Club General Díaz és un club de futbol paraguaià de la ciutat de Luque.

## Història
El club va ser fundat el 22 de novembre de 1917. Ascendí a la primera divisió el 2012.

## Palmarès
- Segona divisió paraguaiana de futbol: 
  - 2012
- Liga Luqueña de Fútbol: 
  - 1966, 1967, 1968

## Futbolistes destacats
Llistat de futbolistes que:
- han jugat un mínim de 125 partits per al club.
- han establert algun rècord per al club.
- han estat internacionals amb alguna selecció.
- han jugat a primera divisió en algun altre país.
- han jugat competicions internacionals.
- Javier Cohene (2005)
- César Caicedo (2014)[2]